# Wietze de Jager
Wietze Douwe de Jager (Zwolle, 24 februari 1989) is een voormalig Nederlands radio-dj.

## Biografie

### Jeugd en opleiding
De Jager werd geboren in Zwolle als zoon van een vrijgemaakte dominee en groeide op in Enschede. Hij volgde een opleiding marketing en communicatie aan het ROC van Twente in Almelo. Aanvankelijk probeerde hij te solliciteren bij de politie, maar koos er toch voor om bij de radio te werken.

### Carrière
Het radiomaken leerde hij bij de BNN University. Hij werkte daarna bij 3FM als producer en presenteerde van 2008 tot en met 2010 een ochtendprogramma op AmsterdamFM. Bij Qmusic haalde iemand een oude demo tevoorschijn, waarop De Jager in oktober 2010 zijn opwachting maakte in de nachtprogrammering tot mei 2011. In april 2011 ontstond in de nacht het radioduo Mattie & Wietze. Van 6 mei 2011 tot en met 23 maart 2012 was De Jager te beluisteren op vrijdag en zaterdag van 21.00 uur tot middernacht en op zondagavond van 20.00 tot 00.00 uur in Mattie & Wietze samen met Mattie Valk. Vanaf 10 april 2012 presenteerde hij samen met Valk het ochtendprogramma bij Qmusic.
Op 16 december 2011 won De Jager The Voice of Q, een zangwedstrijd tussen alle Qmusic-dj's.
In 2015 deed De Jager mee aan het zestiende seizoen van het RTL 5-programma Expeditie Robinson. Hij werd als tweede geëlimineerd.
In 2016 presenteerde hij samen met onder andere Valk het programma Soundcheckers op het televisiekanaal KPN presenteert.
Begin mei 2017 ging het duo Mattie & Wietze uit elkaar na een conflict. Valk en De Jager zouden samen overstappen naar Sky Radio waar ze hetzelfde programma zouden voortzetten; de zender zou speciaal daarvoor het non-stop format loslaten in de ochtend. Valk tekende echter, zonder De Jager in te lichten, een nieuw contract bij Qmusic. De Jager meldde zich daarop ziek. Met de overstap naar het tv-programma Shownieuws beëindigde hij zijn dienstverband bij Qmusic. Vanaf 1 oktober 2017 was Wietze te zien als presentator van Shownieuws en van 23 december 2017 tot september 2018 was hij presentator van Lachen om Home Video's op SBS6.
Sinds maart 2018 had De Jager een eigen programma op Radio 538, onderdeel van Talpa Radio. Hij maakte een testuitzending op 5 februari 2018 tussen 00.00 en 02.00 uur. Vanaf 24 maart 2018 was hij in het weekend te horen tussen 12.00 en 15.00 uur samen met sidekick Chris Bergström. Samen met sidekicks Chris Bergström en Klaas van der Eerden nam De Jager vanaf oktober 2018 tevens de vrijdagavondshow tussen 18.00 en 21.00 uur over van Frank Dane. Vanaf 24 augustus 2020 maakte De Jager een promotie naar de werkdagen. Daar presenteerde hij samen met sidekick Chris Bergström op maandag t/m vrijdag tussen 12.00 en 14.00 uur de lunchshow. De vrijdagavondshow tussen 18.00 en 21.00 uur bleef hij doen samen met sidekicks Chris Bergström en Klaas van der Eerden. Per oktober 2021 stopte Chris Bergström als sidekick, hij was al enige tijd niet meer te horen vanwege een burn-out.
Per november 2021 stopte De Jager weer met het lunchprogramma. Hij behield de vrijdagavondshow en ging Weekend Wietze ook maken op zaterdag van 16:00 tot 19:00 uur.
Op 28 december 2021 werd bekend dat De Jager samen met Klaas van der Eerden en nieuwslezer Mart Grol de ochtendshow (elke weekdag van 6:00 tot 10:00 uur) per direct van Frank Dane overnam. Sinds eind 2020 was De Jager al de vaste invaller van Frank Dane bij de ochtendshow. Per juni 2023 besloot hij echter alweer te stoppen met de show omdat hij dit niet kon combineren met zijn gezinsleven. Begin 2024 werd bekend dat De Jager zijn contract bij 538 heeft beëindigd en gaat emigreren naar Bonaire.
In 2021 was De Jager een van de acht terugkerende oud-deelnemers van het 21e seizoen van het RTL 4-programma Expeditie Robinson, hij stapte vrijwillig uit het programma en eindigde op de veertiende plaats. De Jager was eerder te zien in het zestiende seizoen van het programma.
Op 7 maart 2022 kwamen Mattie & Wietze eenmalig weer bij elkaar voor Radio 555.

### Privé
De Jager trouwde in 2015 met voormalig radiopresentatrice Lieke Veld. Het stel heeft samen een dochter en drie zoons.

## Filmografie
| Jaar      | Productie                            | Opmerkingen                                 |
| --------- | ------------------------------------ | ------------------------------------------- |
| 2015      | Expeditie Robinson                   | Deelnemer aan het zestiende seizoen         |
| 2015      | The Passion                          | Als discipel                                |
| 2017-2018 | Lachen om Home Video's               | Presentator                                 |
| 2017-2020 | Shownieuws                           | Presentator                                 |
| 2018      | Je droom achterna: een Frans kasteel | Presentator                                 |
| 2019      | 6 Inside                             | Invalpresentator                            |
| 2021      | Marble Mania                         | Deelnemer met Sander Lantinga en Frank Dane |
| 2021      | Expeditie Robinson                   | Deelnemer aan het 21e seizoen               |
| 2021      | De Dansmarathon                      | Presentator                                 |
| 2023      | Het Jachtseizoen                     | Deelnemer met Klaas van der Eerden          |

## Radio
| Jaar      | Radio     |
| --------- | --------- |
| 2010-2017 | Qmusic    |
| 2018-2023 | Radio 538 |

## Discografie

### Singles
| Single met eventuele hitnotering(en) in de Nederlandse Top 40 | Datum van verschijnen | Datum van binnenkomst | Hoogste positie | Aantal weken | Opmerkingen                              |
| ------------------------------------------------------------- | --------------------- | --------------------- | --------------- | ------------ | ---------------------------------------- |
| Kop die bal in de goal                                        | 20-05-2014            | -                     |                 |              | met Mattie / Nr. 94 in de Single Top 100 |
| Hang die bal in de boom                                       | 1-12-2014             | -                     |                 |              | met Mattie                               |